# Tiny Mix Tapes
Tiny Mix Tapes – amerykański internetowy magazyn muzyczny założony w 2001 roku przez Marvina Lina (znanego jako Mr. P), poświęcony wiadomościom i recenzjom muzycznym oraz innym, bieżącym wydarzeniom kulturalnym. Serwis był notowany w rankingu Alexa na miejscu 725047.

## Historia i profil
Magazyn internetowy Tiny Mix Tapes został współzałożony w 2001 roku przez Marvina Lina (znanego jako Mr. P). Celem magazynu było publikowanie informacje o nowych, niezależnych wydarzeniach. Oprócz wiadomości muzycznych i recenzji, często publikowanych przez autorów posługujących się pseudonimami, magazyn był znany z tematycznych playlist z serii "Automatic Mix Tape Generator" oraz komiksów. W 2009 roku wydał charytatywną kompilację, w której udział wzięli między innymi Jim O’Rourke, Mount Eerie i Dan Deacon. 

Na Tiny Mix Tapes publikujemy newsy, recenzje i felietony na temat każdego stylu muzycznego jaki istnieje. Lubimy też filmy, politykę, satyrę i ironię. Wbrew pozorom, nie piszemy dla pieniędzy czy sławy.

Tiny Mix Tapes odgrywał znaczącą rolę w promowaniu muzyki outsiderów, w tym artystów awangardowych i eksperymentalnych, którym nie poświęcano zbyt wiele uwagi w innych miejscach, a także nietypowym wydarzeniom w muzyce pop. 6 stycznia 2020 zarząd magazynu poinformował o przerwie w działalności.

## Listy roczne
Od 2011 roku Tiny Mix Tapes sporządza kilka rodzajów list na koniec roku:
- Favorite 100 Music Releases of the Decade
- Favorite 50 Music Releases of (od 2014 do 2018)
- Favorite 50 Albums of (od 2011 do 2013)